# Pomoc v nouzi
Pomoc v nouzi, o.p.s., je od roku 2007 poskytovatelem sociálních služeb na Sokolovsku. Jedná se o českou neziskovou organizaci – obecně prospěšnou společnost.
Organizace Pomoc v nouzi se stará o několik stovek klientů a poskytuje tyto sociální služby: azylový dům, dům na půli cesty, intervenční centrum pro oběti domácího násilí, nízkoprahové denní centrum pro osoby bez přístřeší, pečovatelská služba, dluhová poradna, noclehárna.

## Činnost
Pomoc v nouzi v letech 2014 až 2016 realizovala projekt Bojovníci proti násilí na ženách. Realizovaný byl na území Karlovarského kraje a dotýkal se závažných společenských témat, jako je domácí násilí na ženách a stalking – nebezpečné pronásledování. Hlavním cílem projektu bylo rozšíření poskytování odborné pomoci týraným osobám a eliminace domácího násilí na ženách a stalkingu v Karlovarském kraji. Záměrem bylo vybudování tří nových kontaktních míst pro oběti domácího násilí v Kraslicích, Žluticích a Jáchymově. Součástí bylo také vydání naučné publikace pojmenované S komiksem o domácím násilí a stalkingu. Brožura byla určená pro žáky II. stupně základních škol, studenty středních škol a vyšších odborných škol. Cílem bylo přiblížit mladým lidem problematiku domácího násilí a stalkingu. Publikace vyšla v nákladu 4000 kusů.